# Flor comestible

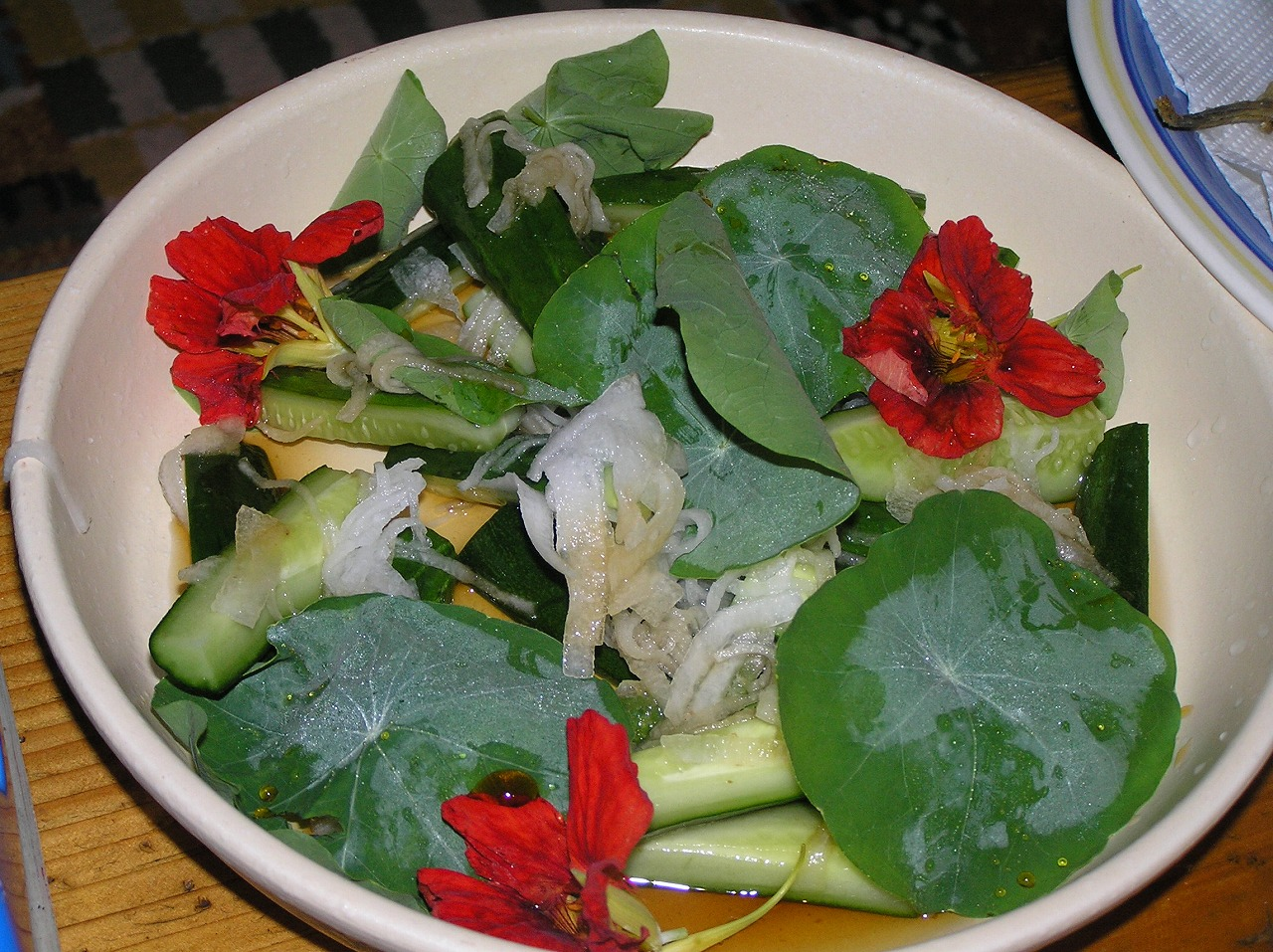
Ensalada de flores capuchinas (ナスタチウムサラダ nasutachiumusarada), originaria de Japón.

Las flores comestibles son aquellas flores aptas para el consumo humano, como el azahar, la flor de calabaza o el hibisco. Esto también incluye las inflorescencias comestibles, como la alcachofa, el brócoli o la flor del banano. Tienen diversas consideraciones culinarias: como aromatizantes, decorativas, o como ingrediente principal del plato, y se pueden usar frescas, secas, liofilizadas, confitadas, fritas... 
Debido a que son un producto muy perecedero, su uso en cocina no está muy extendido. No obstante, se pueden encontrar de manera aislada preparaciones culinarias tradicionales con flores en diversas gastronomías de Asia, Oriente Medio y Latinoamérica. Algunos platos tradicionales en el mundo que incluyen flores o inflorescencias son los dulces coreanos hwajeon y hwachae, la ensalada vietnamita nộm hoa chuối, el dolma turco kabak çiçeği dolması, la fritura italiana sciurilli, la sopa de miso de crisantemo japonesa, el guiso de gualumbos mexicano o los pitos salvadoreños.

## Uso
En cocina, además de aportar nuevos sabores a los platos, las flores son un ingrediente creativo y decorativo, en muchos casos también aromático. Dependiendo de cuales se usen, se ocupan solo los pétalos (como la rosa o la Tulbaghia) o solo los estambres (como el azafrán), la flor entera con o sin pistilo o cáliz. A veces incluso el pedúnculo. Se agregan a ensaladas o guisos, se fríen, se envasan en conservas y se incluyen en adobos, almíbar, jaleas, mantequillas, cremas y bebidas como el vino, o se infusionan para diversos tés.
Es posible almacenar las flores en el congelador para su uso posterior, o bien mediante técnicas tales como el secado o la conserva en aceite. Se puede preparar aceites y vinagres aromatizados con flores mediante inmersión de los pétalos en estos líquidos. 

### Bebidas de flores

Té de flor de loto.

Las flores se utilizan frecuentemente para la preparación de diversas bebidas. Se pueden usar frescas para elaborar, por ejemplo, licores de hierbas, o bien secas, como es el caso de las flores de manzanilla, que se venden secas para preparar infusiones. De la misma forma, en Latinoamérica y Oriente Medio se usan flores de Jamaica para preparar el agua de Jamaica, que se toma tanto fría como caliente. Varias flores se infusionan y se beben por sus propiedades medicinales asociadas, como la flor de saúco, que es antiinflamatoria, o la flor de loto, que es antioxidante.
En la alta coctelería, las flores son frecuentemente utilizadas como decoración para cóctel (garnish).

### Repostería de flores

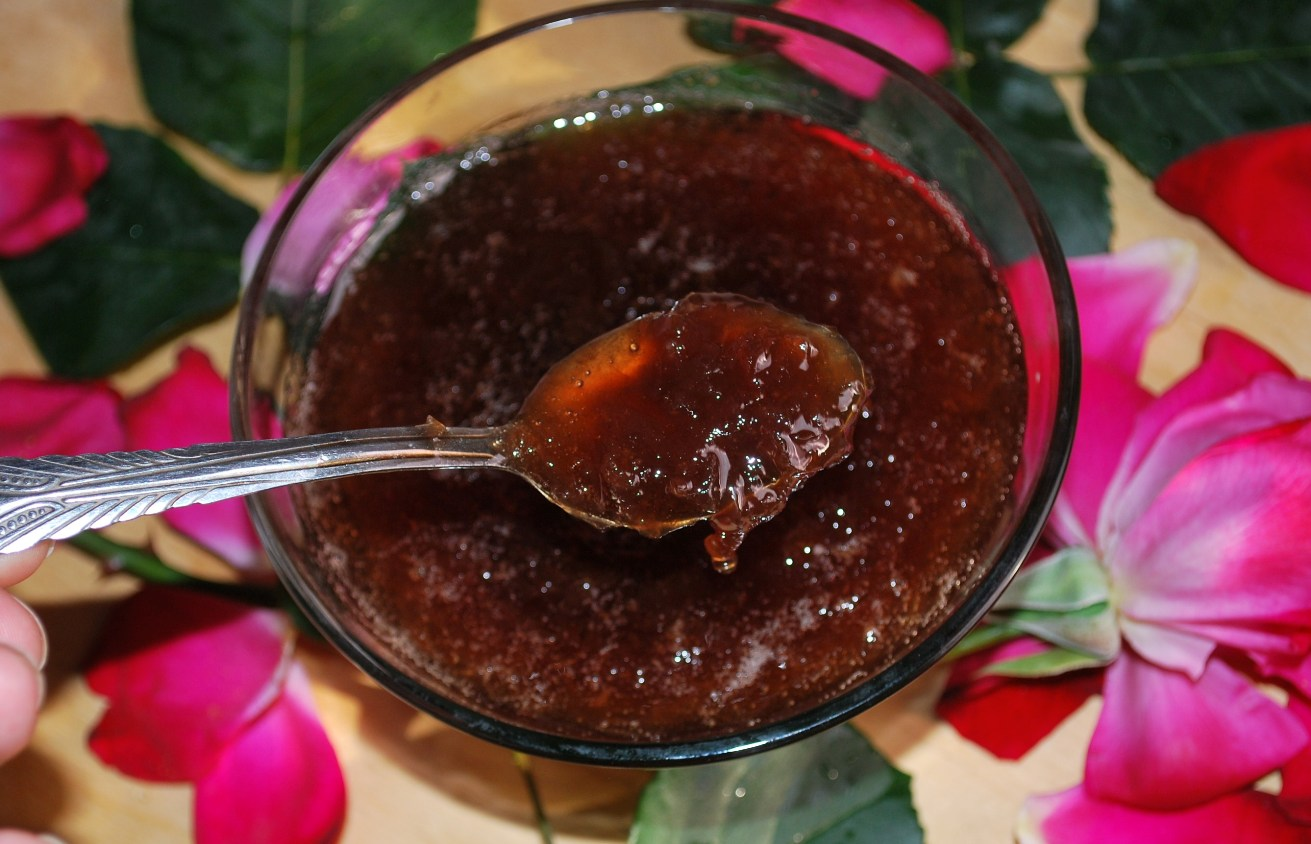
Mermelada de pétalos de rosa.

En repostería, las flores tienen un uso principalmente decorativo. En particular, los pétalos de caléndula, crisantemos, geranios, lilas, margarita, pensamiento, rosa o violetas se agregan como topping en la cobertura de distintos pasteles y otros postres, especialmente en la alta cocina. Algunas agregan nuevos matices de sabor, como las capuchinas que aportan pungencia. También se pueden preparar flores dulces cristalizándolas con clara de huevo y azúcar o flores confitadas.

## Flores comestibles

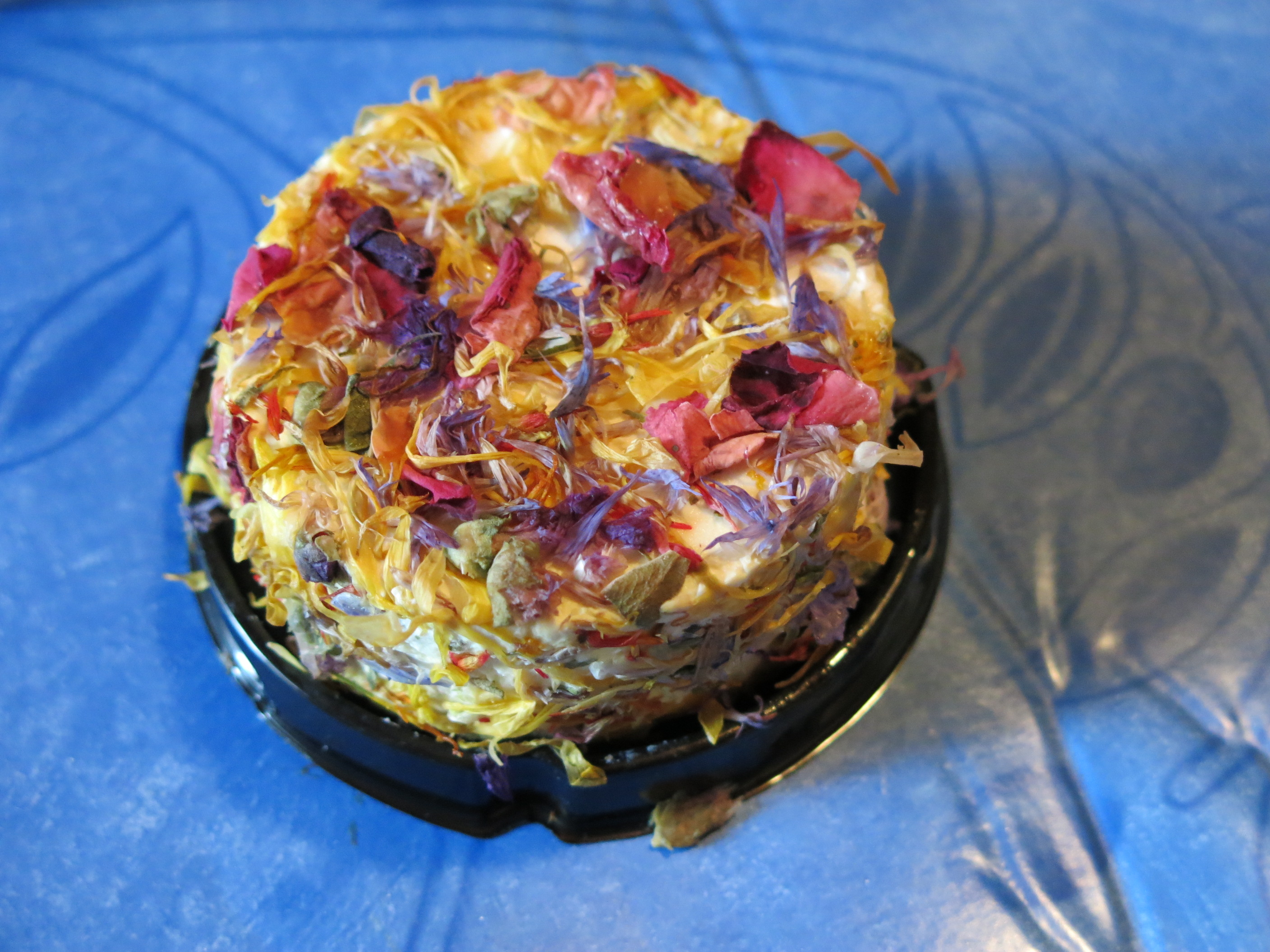
Queso de cabra francés envuelto en flores.

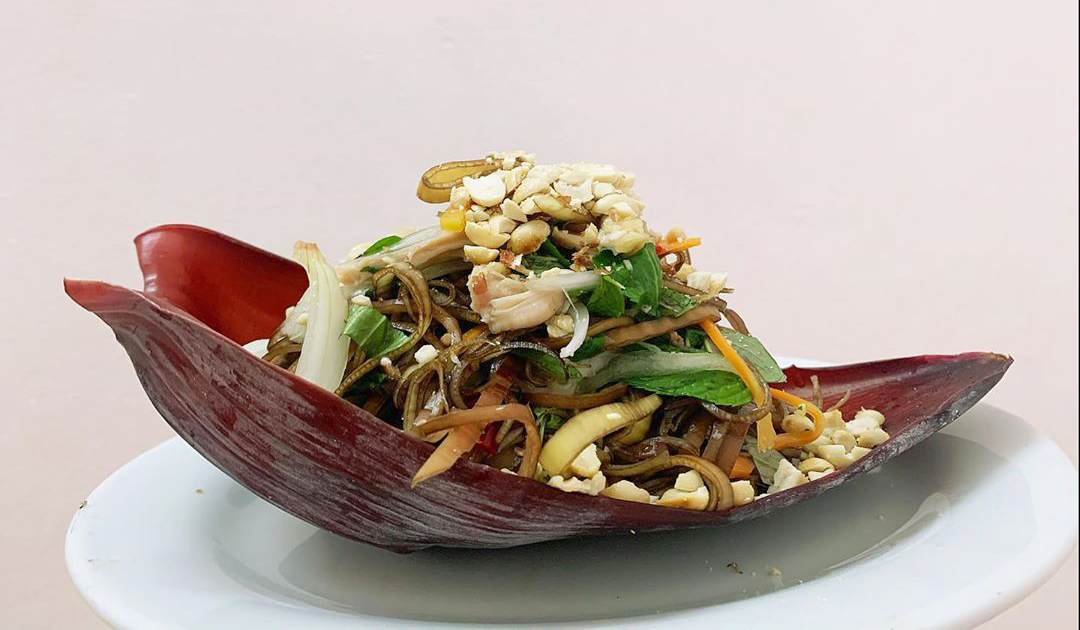
Ensalada de flor de banano (nộm hoa chuối), originaria de Vietnam.

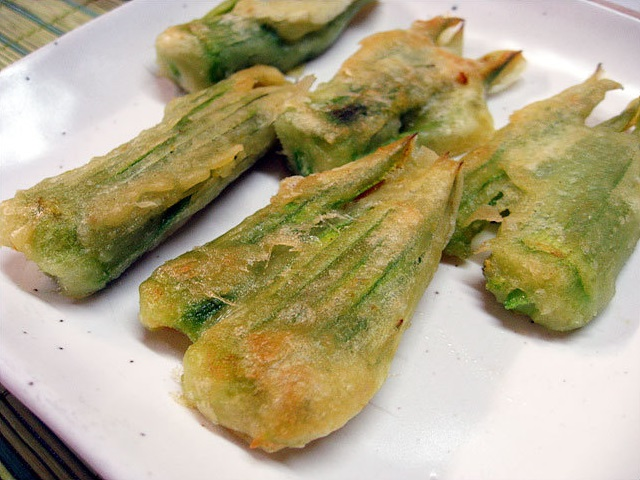
Flores de calabaza fritas (호박꽃전 hobak-kkot-jeon), típicas de Corea y otros lugares.

Flores, inflorescencias y capullos consideradas como alimento:
- Agati de la India
- Alcachofa, inflorescencia
- Alcaparra, capullo
- Azahar, flor
- Bellota de banano, inflorescencia
- Brócoli, inflorescencia
- Caléndula
- Cannabis, capullos (cogollos)
- Capuchinas
- Cebollino, flores o capullos
- Coliflor, inflorescencia
- Crisantemo
- Dientes de león
- Flor de calabaza
- Flor de izote
- Flor de maguey
- Flores de saúco
- Flor de trébol
- Girasol
- Hibisco
- Jazmín, para infusión
- Lila
- Lirio de día
- Madreselva
- Manzanilla, para infusión
- Margarita
- Moringa
- Pensamiento
- Rosa
- Loroco
- Pitos o flautines

## Seguridad alimentaria

### Vida de anaquel
Las flores son un producto altamente perecedero y frágil, por ello su venta se restringe a mercados y supermercados especializados. Algunas flores tienen una mayor prevalencia en estos lugares debido a que son más resistentes o bien porque son tradicionales de un sitio. Las flores de calabaza, por ejemplo, son típicas en la gastronomía mexicana entre muchas otras y tienen una vida de anaquel de aproximadamente un día, es decir, debe consumirse en las 24h siguientes a su compra.

### Toxicidad
Ciertas flores se deben consumir con moderación, como por ejemplo, las del manzano (Malus spp.), que contienen un tipo de precursor del cianuro, o el pensamiento salvaje (Viola tricolor), que contienen saponinas. La flor de la borraja (Borago officinalis) y la azucena (Hemerocallis spp.) son diuréticos y la asperilla (Galium odoratum) puede tener efectos anticoagulantes. Las flores de tilo (Tilia spp.) son seguras en pequeñas cantidades, pero el consumo excesivo puede causar daño cardíaco. El clavelón (Tagetes spp.) puede ser dañino en grandes cantidades, y solo algunas especies tienen buen sabor.
Las flores tóxicas se confunden fácilmente con variedades comestibles, e incluso pueden compartir nombre común. Varias plantas no tóxicas pueden causar alergias graves en algunas personas. Las flores de plantas ornamentales o de jardín no están destinadas a la alimentación.
Algunas plantas no comestibles por ser tóxicas son:
- Acebo (Ilex aquifolium)
- Acónito (Aconitum napellus)
- Acónito amarillo (Aconitum vulparia)
- Adelfa (Nerium oleander)
- Agapanto (Agapanthus)
- Amapola marina (Glaucium)
- Azafrán bastardo (Colchicum autumnale)
- Azalea (Rhodondendron)
- Azalea de montaña(Rhododendron ferrugineum)
- Belladona (Atropa belladona)
- Cañaheja (Ferula communis)
- Cicuta (Conium maculatum)
- Digital (Digitalis purpurea)
- Durillo (Viburnum tinus)
- Emborrachacabras (Coriaria myrtifolia)
- Estramonio (Datura stramonium)
- Euforbia (Euphorbies)
- Flor de faraón (Acanthus mollis)
- Floripondio o trompeta de Ángel (Brugmansia arborea)
- Flor de hiedra (Hedera helix)
- Hortensia (Hydrangea macrophylla)
- Lirio amarillo (Iris pseudacorus)
- Lirio de los valles (Convalaria majalis)
- Maravilla de noche (Mirabilis jalapa)
- Narciso (Narcissus)
- Opio (Papaver somniferum)
- Flor de patata (Solanum tuberosum)
- Peonia (Paeonia sufruticosa)
- Ranúnculo (Ranunculus)
- Retama de olor o ginesta (Spartium junceum)
- Ricino o higuera del diablo (Ricinus communis)
- Rusco (Ruscus aculeatus)
- Sauquillo (Sambucus ebulus)
- Flor del tabaco (Nicotiana tabacum)
- Flor del tomate (Solanum)
- Tejo común (Taxus baccata)
- Flores de la Virgen (Dicentra formosa)

### Pesticidas
Algunas flores sí son comestibles pero en el proceso de cultivo se le añaden pesticidas y otros agentes químicos que las hacen perjudiciales para el consumo humano.

## Lectura complementaria
- Adolfo Pérez Agusti. Cocina con flores. CreateSpace Independent Publishing Platform, 2013. ISBN 1490995331 ISBN 978-1490995335
- Barash, Cathy Wilkinson. Edible Flowers from Garden to Palate. Golden: Fulcrum Publishing, 1993.
- Brown, Kathy. Flowerpower. New York: Anness Publishing Limited, 2000.
- Mead, Chris and Emelie Tolley. A potpourri of Pansies. New York: Clarkson Potter Publishers, 1993.
- Strowbridge, Cynthia and Francesca Tillona. A Feast of Flowers. New York: Funk & Wagnalls, 1969.